# الثروة الحيوانية (الدواجن)
الثروة الحيوانية (الدواجن) (بالإنجليزية: (poultry) Animal Wealth) هي كل ما نمتلكه من موارد توفر لنا البروتين الحيواني أو اللحوم بشكل عام ويمكن تقسيم الثروة الحيوانية كالآتي:
- حيوانات المزرعة: الإبل، الأبقار، الأغنام، الماعز.
- الدواجن: الدجاج (بياض، لاحم)، الرومي، البط والأوز، والحمام والسمان.
- الثروة السمكية

و سنتعمق أكثر في دراسة ومعرفة الدجاج (لاحم، وبيّاض).

## مقدمة
تعتبر تربية الدواجن صناعة لها أهميتها وتأثيرها في الاقتصاد الوطني وتلعب دوراً أساسياً في تأمين البروتين الحيواني من لحم وبيض ذي القيمة الغذائية العالية وبأسعار مقبولة إذا ما قورنت بأسعار اللحم والمشتقات الحيوانية الأخرى. ولقد حدث خللاً واضحاً بين تقدم صناعة الدواجن وكمية ونوعية الخدمات من قبل الصحة الحيوانية للمربين حقلياً ومخبرياً. وإذا أخذنا بعين الاعتبار أن غالبية المربين لدينا لا يعيرون الأهمية اللازمة للشروط الصحية للتربية من تأمين السكن الجيد للطيور والتقيد بشروط التربية والوقاية العامة من الأمراض وهذا يعود في نظرنا إلى الفقر الثقافي والفني لدى بعضهم ولرغبتهم في الحصول على الربح بأسرع وقت وبأقل تكلفة. لا شك أن هذا الهدف هو غاية القطاعين العام والخاص وله تأثيره الإيجابي على الاقتصاد الوطني وعلى المستهلكين. ولكنه انعكس سلباً على صناعة الدواجن لأن المربين الكبار والصغار لا يعتمدون على خدمة وخبرة الفنيين من مهندسين زراعيين مختصين بالتربية ومن أطباء بيطريين مما أدى إلى انتشار العديد من أمراض الدواجن وبشكل خاص تلك التي تسبب خسارة اقتصادية كبيرة لصناعة الدواجن ويمكن أن تزداد هذه الخسارة في المستقبل إذا لم يتم التقيد بتأمين العلف الجيد والمتوازن بالبروتين والطاقة والفيتامينات والأملاح المعدنية من جهة وبتأمين الخدمات الفنية والبيطرية من مراقبة الأمهات وإجراء الاختبارات الدورية فيها ومراقبة المفاقس ومذابح الدواجن وكذلك المداجن بنوعيها من جهة ثانية. ورغم تلك المشكلات فإنه مع ازدياد الطلب على منتجات الدجاج من لحم وبيض، أدى ذلك إلى تطور تلك الصناعة والاهتمام بها، فبدل من الخدمة اليدوية للدواجن، أصبحت هناك الحظائر الآلية التي تكيف المكان بشكل أتوماتيكيا ليتناسب مع الترية السليمة للدواجن. والتطور الكبير في تلك الصناعة شجع الشركات على تطوير أنواع الدجاج التي تقدمها وتحسين صفاتها الوراثية، ما يوفر أوازن أكبر وفترة تربية أقل والذي يعمل على تقليل التكاليف وزيادة الربحية بالنسبة للمربي، وكذا أفضلية في الوزن والسعر بالنسبة للمستهلك. ولكي نعلم الطفرات الفعلية التي حدثت لتلك الصناعة ولأنواع الدجاج فعلينا معرفة الأنواع والسلالات الأصلية.

## التاريخ
أجمع علماء السلالات على أن الدجاج نشأ منذ آلاف السنين من السلالات الهندية البرية، والمنتشرة في شرق وجنوب آسيا
من حوالي 3000 سنة قبل الميلاد وهي 4 أنواع: الغابة الأحمر (جنوب الهند)، والغابة السيلاني (سيلان)، والغابة الرمادي (جاوة)، والغابة الملوّن (شمال الهند) ثم انتشرت بعد ذلك في الهيملايا وبورما والملايو والفلبين والصين. وقبل استخدام تلك الأنواع كغذاء للإنسان كانت تستخدم للمصارعة من قِبل الأمراء والملوك. في عام 537 ق.م قام الفرس بإدخال تلك الأنواع لإيران بعد هزيمتهم للهند، وبعد مائتي عام استولى الإسكندر الأكبر على بلاد الفرس وأدخل الدجاج إلى اليونان وسُميت بالطيور الفارسية، ثم أدخلته الإمبراطورية الرومانية للبلاد التي فتحتها ثم انتشر في إنجلترا وفرنسا وإسبانيا، ثم العالم أجمع.

## تعريف الدواجن
والدواجن هي الحيوانات الزراعية صغيرة الحجم سريعة الدورة الإنتاجية ويربّيها الإنسان في أماكن محدودة ليستفيد منها باللحم والبيض.
وترجع أهمية الدواجن إلى أنها من أعلى المنتجات التي لها قيمة غذائية سواء في البيض أو اللحم، حيث يوفر اللحم كمية عالية من البروتين مع انخفاض في نسبة الدهون، أما البيض فهو مصدر للبروتينات والأملاح والفيتامينات. بالإضافة إلى
تحويل المواد غير الصالحة للاستخدام في التغذية الآدمية لمواد صالحة تدخل في صناعة أعلاف الدواجن وتوفر مصدراً للحوم مثل مخلفات صناعة الزيوت، والمسالخ. كما أن
سرعة الدورة الإنتاجية وخاصة في الدجاج اللاحم
رخص منتجات الدواجن مقارنة بمنتجات الماشية. هي أيضا
سهلة الهضم، كما يسهل توافرها وتربيتها.
كما أن صناعة الدواجن عموماً يعمل بها جزء كبير من الأشخاص (أطباء بيطريين، مهندسين زراعيين، مربيين، تجار، وسطاء، مصانع للأعلاف، شركات أدوية).

## سلالات الدجاج اللاحم
أصل تلك السلالات كان من خط الذكور وهو الكورنيش لزيادة اللحم وخط الإناث وهو النيوهمبشير لزيادة البيض.

## سلالات إنتاج اللحم أو الثنائية (اللحم والبيض)

### السلالات الآسيوية

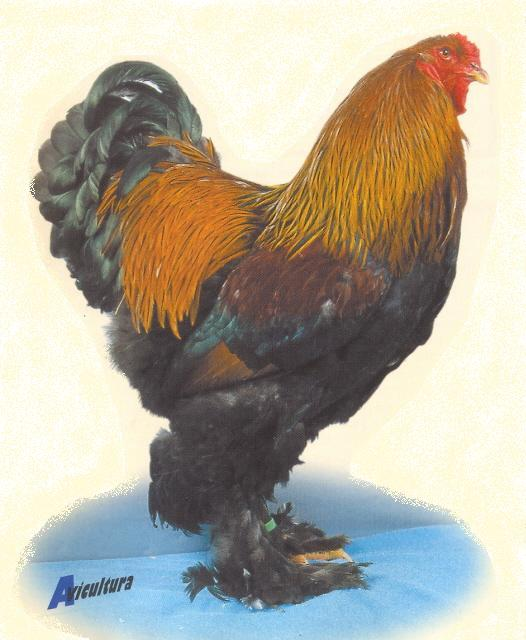
البرهما

#### البرهما
وهي ثقيلة الوزن، وزن الذكور (5-6) كجم، وزن الإناث (4-4.5) كجم، ولون اللحم والجلد والأرجل أصفر.

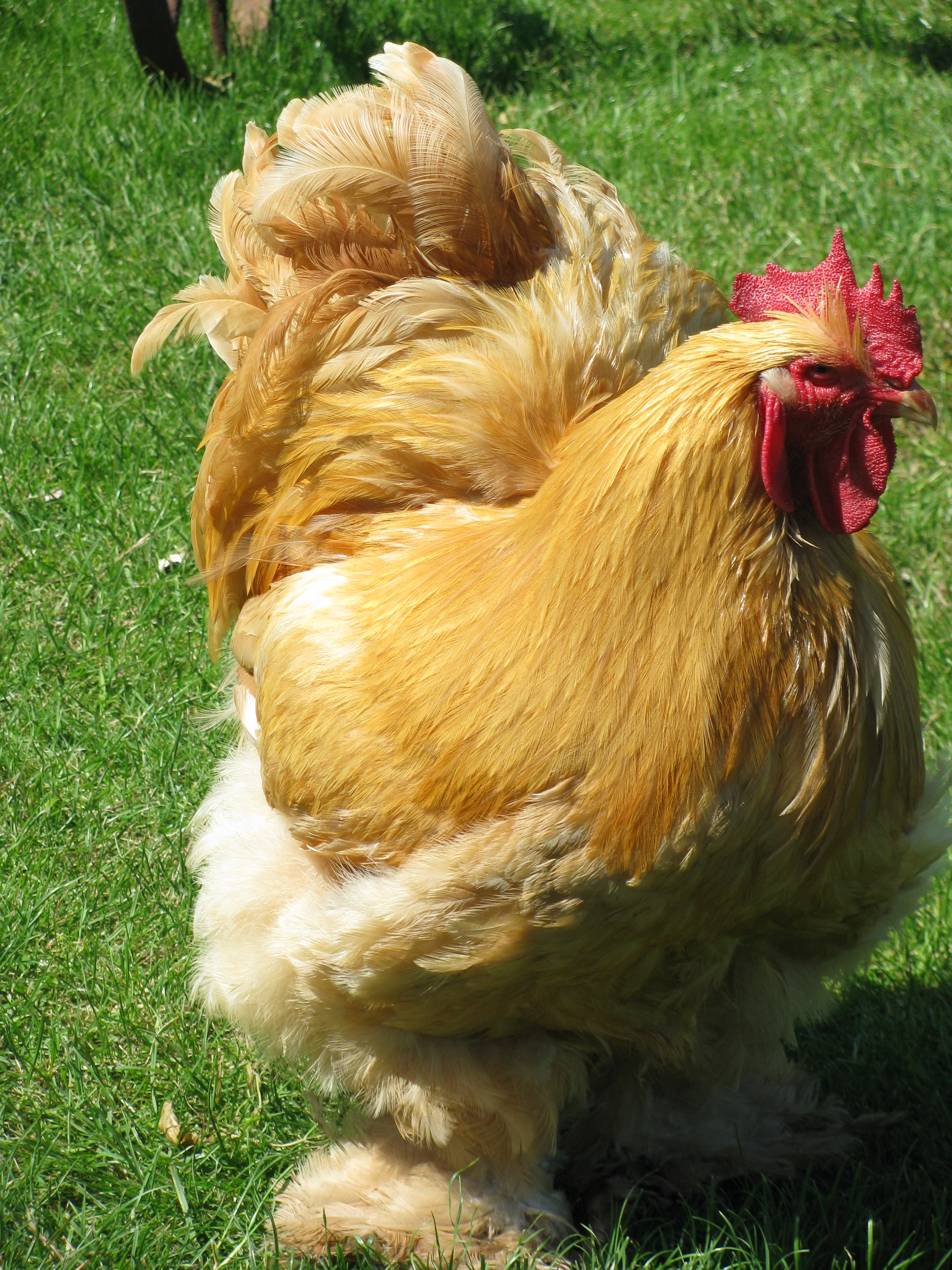
الكوشين

#### الكوشين
سلالة ثقيلة الوزن، وزن الذكور (5) كجم، وزن الإناث (3-4) كجم، ولون الحم والجلد والأرجل أصفر ومنها (الأسود والأحمر).

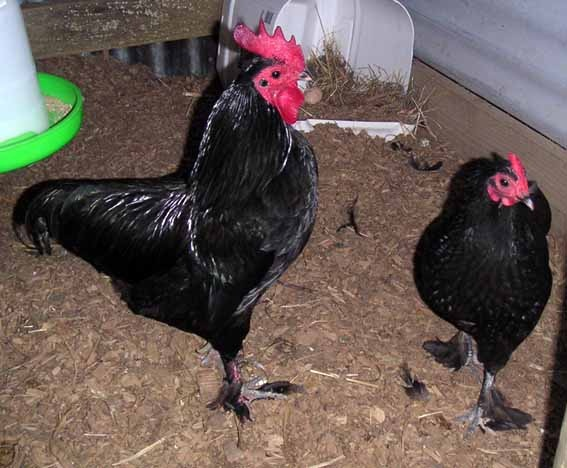
اللانجشان

#### اللانجشان
لإنتاج اللحم، وزن الذكور (4-4.5)، وزن الإناث (3.5) كجم، ولون اللحم والجلد والأرجل رمادى.

### السلالاتالأمريكية

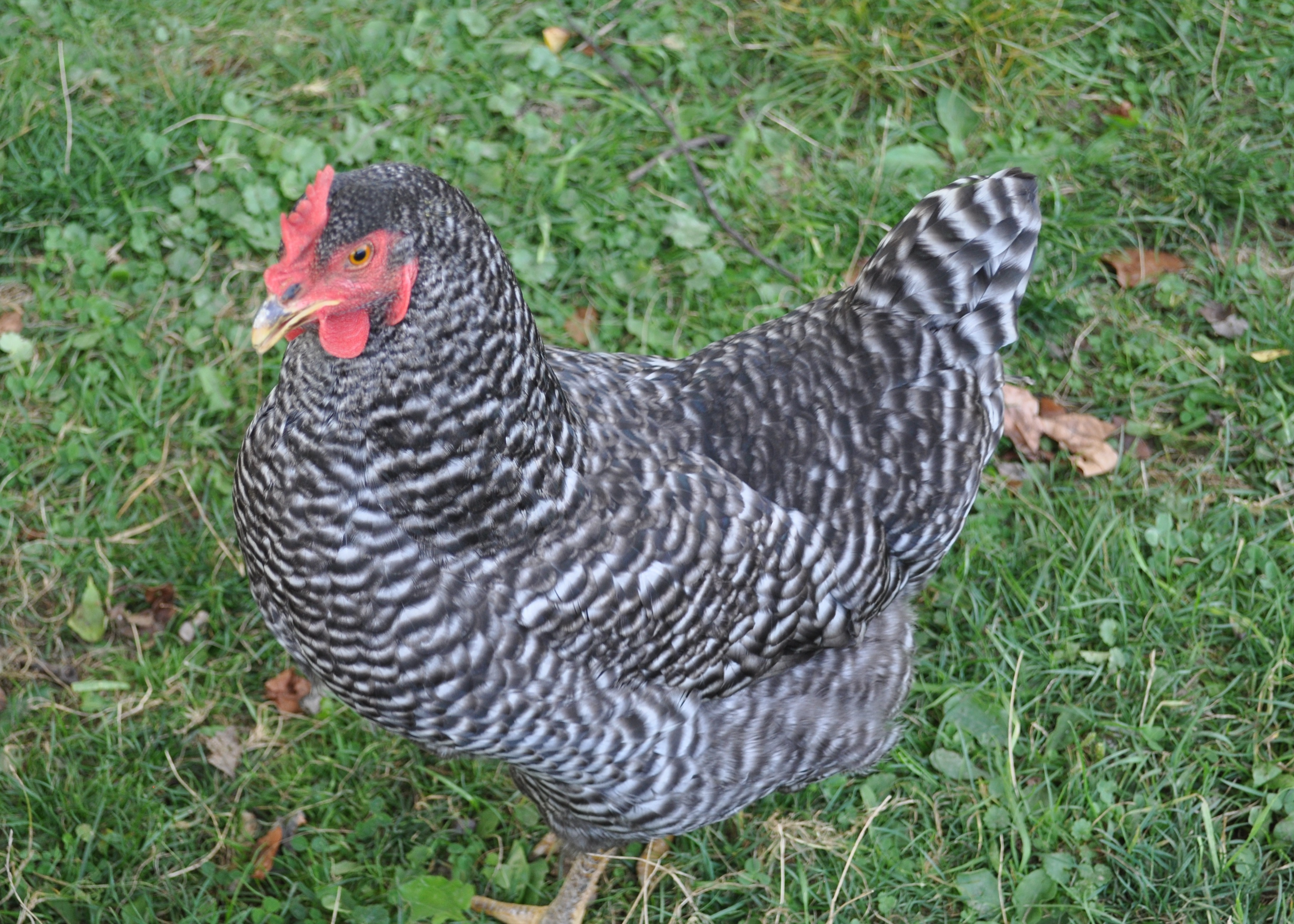
بليموث روك

#### بليموث روك
وهي ثنائية الغرض، وزن الذكور (4-4.5) كجم، ولون اللحم والجلد والأرجل أصفر، ويدخل في سلالات إنتاج اللحم ممثلا خط الأمهات، وانتشر في معظم بلدان العالم.

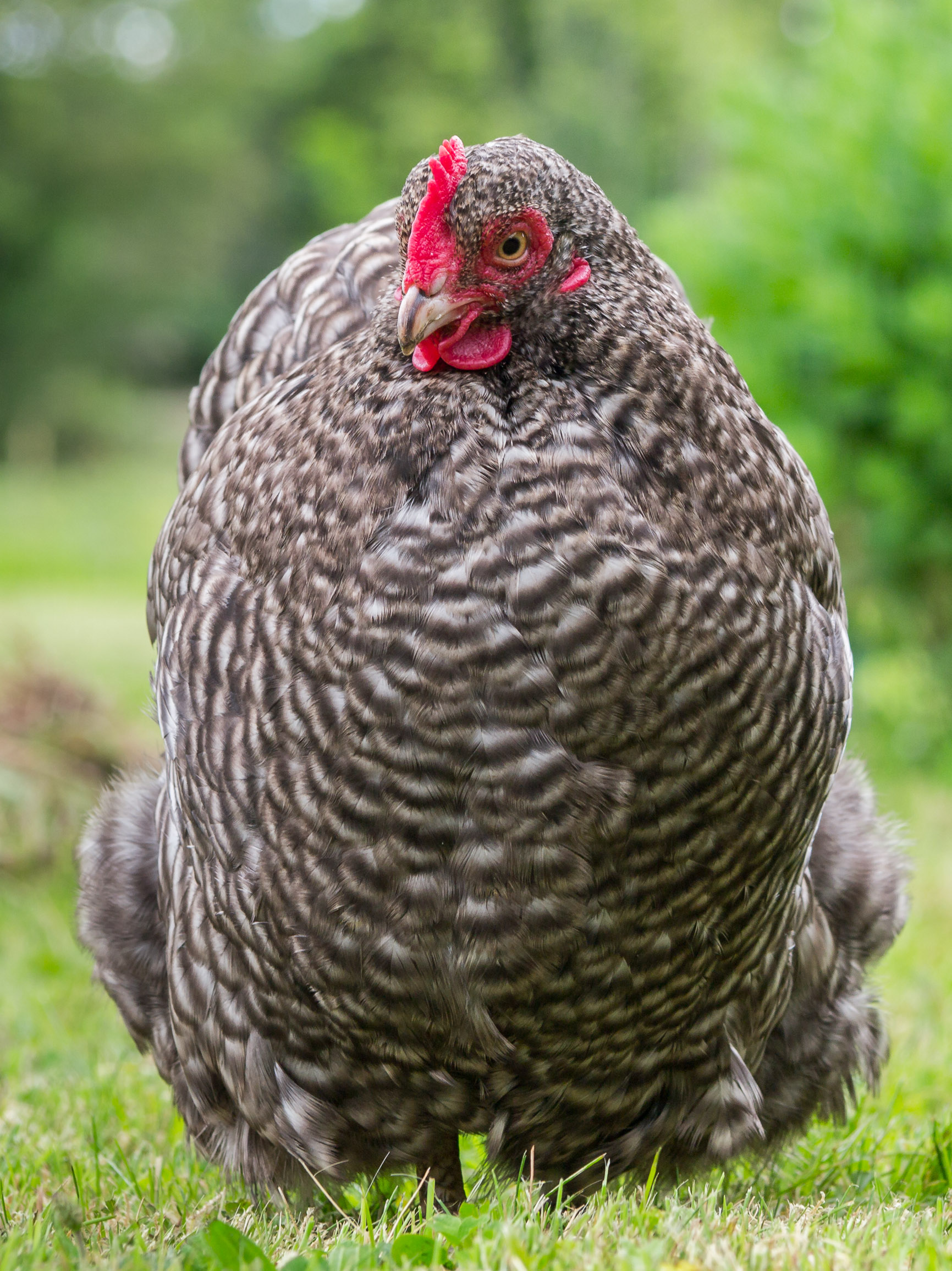
وايندوت

#### وايندوت
ثنائية الغرض، وزن الذكور (3.5-4) كجم، وزن الإناث (2.5-3) كجم، ولون اللحم والجلد والأرجل أصفر، ولها أنواع فضي وذهبي.

#### الرود أيلاند
ثنائية الغرض، ووزن الذكور والإناث مماثل للوايندوت، ولون اللحم والجلد والأرجل أصفر والبيض لونه بني.

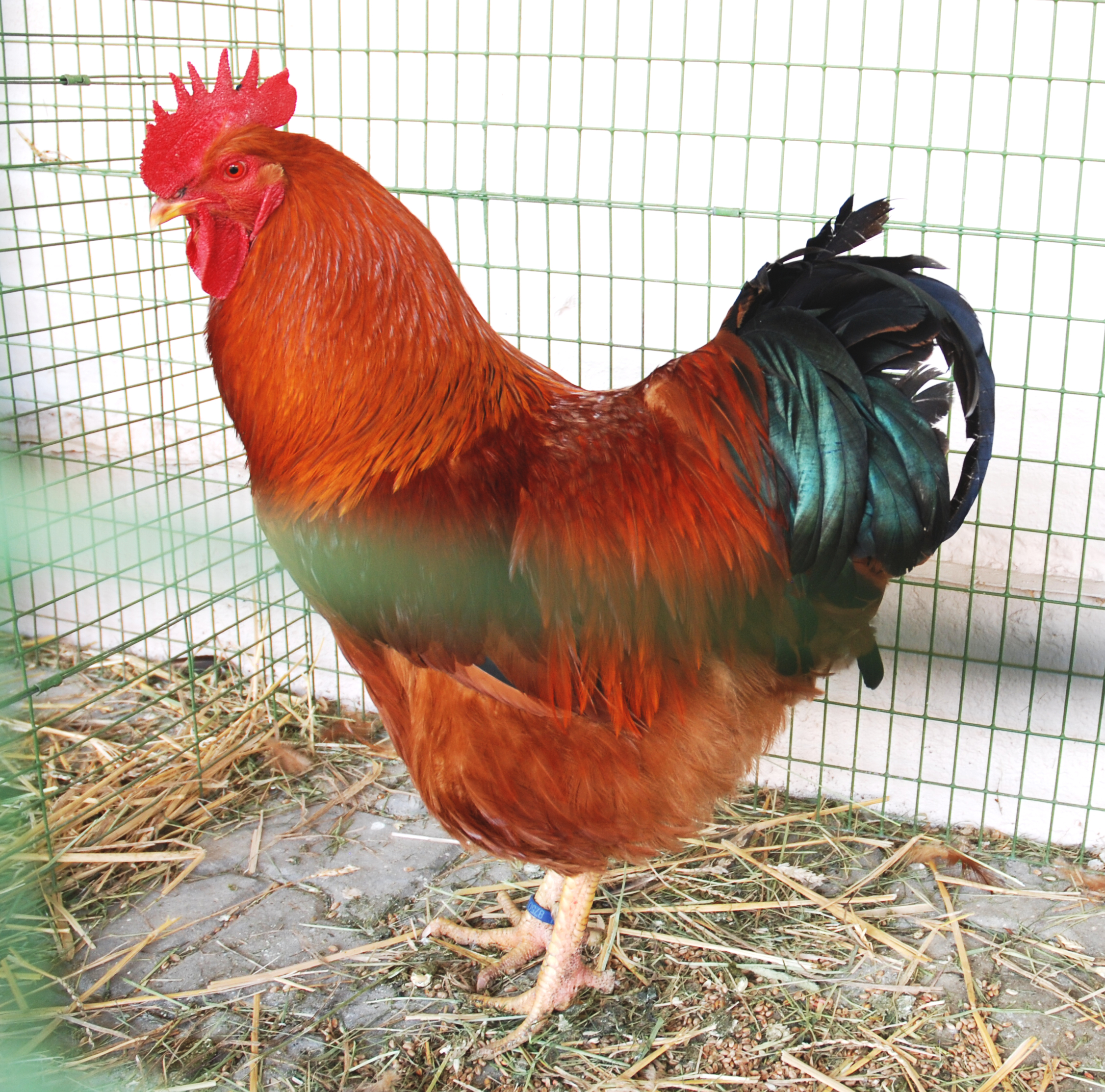
نيو هامبشير

#### النيوهامبشير
وهي سلالة منتجة من الرود أيلاند لتحسين الإنتاجية ومشابهه لها في كل شيء.

### السلالاتالإنجليزية

#### الدروكنج
سلالة لحم، لون الجلد واللحم والأرجل أبيض، أما لونها هي فهو أبيض أو فضي أو أحمر.

#### الساسكس
ثنائي الغرض، لون اللحم والجلد والأرجل أبيض، ولون الريش أبيض بنهايات سوداء.

#### الكورنيش
يدخل في معظم برامج التهجين، ويتميز بإتساع الصدر وطول القدم، وهو سلالة لحم، تمثل خط الآباء، ولون الحم والجلد أصفر.

#### الهمبورج
ثنائي الغرض، ولون الريش فضي وأسود وذهبي.

#### الأوربنجتون
ثنائي الغرض، وألوانها ذهبي وأسود وأبيض.

#### الأوسترالوب
وهي سلالة منتجة من الأوربنجتون.
وهناك سلالات أخرى مثل: سلالات البحر الأبيض المتوسط:

### السلالاتالإيطالية
اللجهورن: أفضل سلالة عالمية لإنتاج البيض، وتدخل في معظم برامج التربية لإنتاج بيض المائدة.
الأنكونا: سلالة متحدرة من اللجهورن بنفس الصفات.

### السلالاتالإسبانية
المنيوركا: منتجة للبيض.

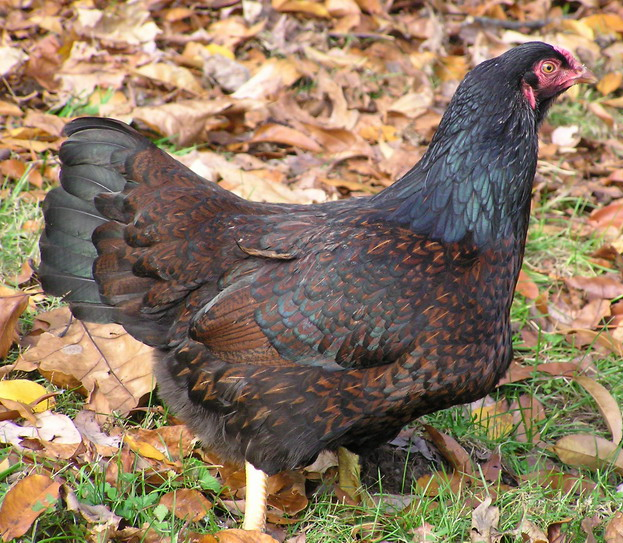
الكورنيش

الأندلسي: لونها أبيض، وهي منتجة للبيض.

### السلالات الأوربية المحلية

#### السلالاتالهولندية
ومنها كرست داتش، وفريزلاند.

#### السلالاتالألمانية
ومنها برجش جروج، ولانكن فلدر.

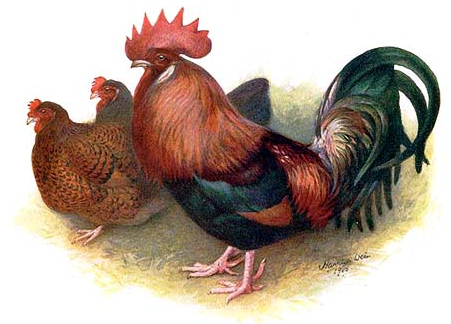
الدروكينج

وحديثا انتشرت سلالات أخرى مهجنة تحمل صفات وراثية أعلى من حيث معامل التحويل، وكبر الوزن، وقلة الدورة الإنتاجية وبذلك زيادة الربحية.

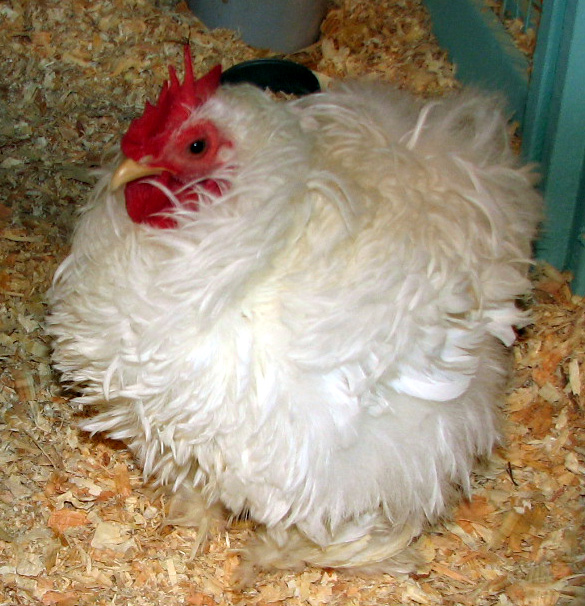
اللجهورن

### سلالات منتجة حديثا
الهبرد، الإيفيان، الروس، الكوب، الأربو، الآي أر
وتتم تربية الدواجن في حظائر تعمل على حمايتها من التقلبات الجوية والأمراض المنتشرة.

## أنواع الحظائر

### حظائر مفتوحة
وهي حظائر تعتمد على التعايش مع الجو الخارجي ويشترط فيها أن يكون الجو دافئ ومستقر ومعظم العمل بها يكون يدويا.

### حظائر المغلقة
هي حظائر مغلقة تماما منفصلة عن المتغيرات الجوية الخارجية، يتم فيها التحكم في درجة الحرارة والرطوبة والإضاءة، وهي أفضل في المناطق المتقلبة أو الموبئة.
ويراعى في تربية الدجاج الآتي:

## المساحة
عدد الكتاكيت الموضوع في مساحة غير ماسبة، يؤدي لسوء في تربية الدواجن، فتوفير المساحة المناسبة للعدد المطلوب أمر ضروري. وتكون المساحة المناسبة لعشرة كتاكيت في الصيف 2 متر وفي الشتاء 1 متر مربع.

## التهوية
لا بد وأن يكون هنالك مصادر لدخول الهواء الجاف السليم، حيث أن سوء التهوية يعمل على انتشار المشكلات التنفسية عند الدواجن كما يزيد من الأمراض، كما أن عدم إحكام التهوية والتحكم فيها يصيب أيضا الدواجن بالبرد أو يسبب البعد عن العليقة، فالتهوية هي أساس التربية السليمة بالاشتراك مع الفرشة.

## الفرشة
والفرشة هي أساس التربية كما سبق وقلنا، تعمل الفرشة على توفير الدفء للطائر وحمايته، ولا يمكن الإهمال في نظافتها أو نوع الفرشة نفسها، ومن الممكن فرش التبن أو النشارة، ولكن يفضل النشارة حيث تمتص الرطوبة بدرجة أكبر، ويكون سمك الفرشة في الصيف 5سم تقريبا، وفي الشتاء 10 سم. لابد من تقليب الفرشة كل فترة حتى لا تزيد رائحة الأمونيا من تلبد الفرشة المبللة.

## الحرارة
درجات الحرارة التي يتربى فيها الدواجن إلى حدٍّ ما معلومة، فتستقبل الكتاكيت على دجة 34 ثم يتم تنزيل درجة الحرارة بمعدل درجتين كل ثلاثة أيام، وهو أمر طبيعي فلا بد من تدفئة الكتاكيت. إن الارتفاع أو الانخفاض الكبير في درجات الحرارة عن معدلاتها المثالية المذكور أن يؤثر تأثيراً كبيراً على استهلاك العلف وعلى نمو الطير وصحته. فعند ارتفاع درجة الحرارة في العنبر تصبح الطيور خاملة ويقل استهلاكها للعلف مما يؤثر على النمو. كذلك يزداد استهلاك الماء ويحدث اضطراب في تنظيم عملية فقدان الحرارة من الجسم وقد يموت الطير إذا وصلت درجة حرارة جسمه 47°م خاصة عندما تكون الرطوبة النسبية عالية في العنبر. إن انخفاض درجة الحرارة داخل العنبر يسبب أيضاً الخمول وتأخر النمو والإسهال وتؤدي إلى زيادة قابلية الإصابة بالأمراض المعدية. وقد يؤدي انخفاض الحرارة إلى نفوق الأفراخ الصغيرة أو الكبيرة خاصة عند حدوث تكدس الأفراخ فوق بعضها.

## الرطوبة
يعيش الكتكتوت في درجة معينة من الرطوبة، ولا يجب أن تزيد الرطوبة عن الحد المسموح به حتى لا يحدث ضيق في التنفس عند الدواجن وبالتالي اختناق وموت مفاجئ. وتشكل الرطوبة مشكلة أساسية في مساكن الدواجن، ومصدر هذه الرطوبة الرئيسي هو الماء الموجود في البراز وهواء الزفير. إن كمية الماء في البراز تختلف اختلافاً كبيراً وتتأثر بعدة عوامل منها عمر الطيور، درجة حرارة الجو، نوع العليقة، طبيعة البراز (وجود إسهال في الحالات المرضية) ولكن بصورة عامة يحتوي براز معظم الدجاج البالغ على 70-80% ماء، ويحتوي هواء الزفير أيضاً على كمية كبيرة من الماء. وأهم العوامل الني تحدد كمية الماء في هواء الزفير هي درجة حرارة ورطوبة الجو فكلما ارتفعت درجة حرارة الجو ازدادت كمية الماء في هواء الزفير، لأن من وسائل فقد الحرارة المهمة لجسم الدجاج في الأجواء الحارة هي عن طريق اللهاث.

## الماء
الماء المقدم للدواجن يكون ماء عذب صالح للشرب، غير ملوث، وكذا يجب أن لا تكون نسبة الأملاح عالية فيه، فهو يمثل 85% من وزن الكتكوت و 75% من وزن البيضة و 65% من وزن الدجاجة . والدجاجة تشرب أكثر من ضعف الكمية التي تأكلها وإذا قلّت كمية الماء المقدمة للدواجن يقل إنتاج البيض مباشرة ويتوقف تماماً إذا منع الماء لمدة يومين. بالإضافة إلى ذلك تبدأ الدواجن في القلش وتتأثر حيويتها وصحتها. تزيد الالتهابات الكلوية نتيجة ازدياد معدل ترسيب الأملاح بالكليتين كما تزداد نسب النفوق في الكتاكيت.

## العلف
يقوم الكتكوت بسحب كمية من العلف تقريبا من 3.5 ل 4 كجم، لا بد وأن يكون العلف بتركيبة سليمة بها كافة المكونات المطلوبة وتلك المكونات:
- الكربوهيدرات ونسبتها 55 -70 %.
- البروتينات النباتية ونسبتها 10 – 35 %.
- البروتينات الحيوانية ونسبتها 5 – 10 %.
- الدهن ونسبته 5 %.[14]
- الأملاح المعدنية ونسبتها 4%.[15]

## سلالة الكتكوت
بعدم سرد سلالات الدواجن المختلفة، فيجب على المربي اختيار النوع أو السلالة الأمثل، سواء للبيض أو للحم.
تبلغ مدة تربية الدجاج من 35 - 42 يوم من لحظة استلام الكتاكيت عمر يوم وحتى إنتاج دجاج متوسط وزنه يبلغ من 1.8 كلجم - 2 كلجم. حسب نوع السلالة ونوعية العلف.
ويمكن تقسيم فترة التربية إلى فترتين:

### الفترة الأولى
21 يوم منذ استلام الكتاكيت عمر يوم وحتى عمر 21 يوم (يطلق عليها فترة التحضين) ويتوقف نجاح الدورة بالكامل على هذه الفترة الحرجة من عمر الدجاجة.

### الفترة الثانية
من عمر 22 وحتى نهاية الدورة. للأسف تعتبر هذه الفترة - ورغم قصرها - هي الأكثر في المشاكل والأصعب في العمل نتيجة زيادة حجم الفراخ وبمرور بضعة أيام يبدأ التزاحم في العنبر. ومع التزاحم وزيادة الحجم تبدا المتاعب وتزداد المشاكل . ولتجنب هذه المشاكل يجب اتباع الآتي:
- الإلتزام بتحديد عدد الطيور في العنبر بتخصيص عدد 10 دجاجات لكل متر مربع من مساحة العنبر. مثال: عنبر مساحته 500 متر مربع يلزم 500 * 10 = 5000 دجاجة. هذا يجنبنا التزاحم في العمر الكبير. علماً بأن التزاحم يؤدي لعدم تجانس الطيور وظهور طيور ضعيفة وسرعة انتشار الأمراض.
- توفير العلف المتزن من مصدر موثوق على مدار 24 ساعة دون أي تجويع وكمثل المياه من مصدر نقي. فالعلف غير المتزن أو التجويع يؤدي إلى زيادة في معامل التحويل وبالتالي زيادة التكلفة.
- تخصيص 3 مساقي لكل 100 دجاجة و 3 معالف لكل 100 دجاجة.
- الاهتمام يوميا بنظافة الفرشة وجفافها. والعمل يوميا على إزالة الأجزاء المرطبة وتغييرها بفرشة جديدة مع خلطها بالقديمة لتحسين قدرتها على امتصاص الرطوبة.
- ضبط فتحات الشبابيك أو الستائر التي تسمح بدخول الهواء النقي وتحول دون دخول تيارات الهواء البارد على الدجاج مباشرة. وهنا لنا وقفه توضيحية بشيء من التفصيل لأن هذه النقطة هي مشكلة المشاكل في العنابر المفتوحة والسبب الأعظم لكل متاعب المربيين. نعلم أن كل إخراجات الطيور (الزرق) تتراكم معها داخل العنبر من بدأ الدورة حتى نهايتها مما يؤدي إلى تراكم كميات هائلة من الزرق قرب نهاية الدورة والذي يتحلل باستمرار منتجاً غاز الأمونيا. ويؤدي تراكم هذا الغاز داخل العنبر واستنشاق الطيور له إلى التهاب أغشيه العين والأغشيه المخاطية المبطنة للجهاز التنفسي للطائر مما يؤدي إلى الإصابة بالأمراض التنفسية المزمنة - من أوسع أمراض الدجاج انتشاراً - والتي تؤدي إلى ارتفاع نسبة النفوق وفقدان الطيور لوزنها وهزال نسبة كبيرة وقد يطيل علاجه أو التخلص منه وتكون الخسائر مزدوجة. خسائر ضعف الإنتاج بسبب إنتاج نسبة من الدجاج هزيلة وكذلك ارتفاع نسبة النافق إضافة إلى خسائر تكاليف العلاج. ولذا وجب علينا اتباع الآتي في تهويه العنبر وتننقيه أجوائه من هذا الغاز وغيره من الغازات الضارة.

في حالة زيادة سرعة الرياح الباردة (اندفاع الهواء بشدة) تقلل الفتحات من الاتجاه المواجه للرياح وتزداد من الاتجاه المقابل . لأن مع زيادة سرعتها تسطيع الكمية المندفعة من الفتحة المحدودة طرد الغازات الضارة. وكلما تقل سرعة الرياح نزيد الفتحة اتساعاً وكلما زادت نقلل اتساعها وهكذا. وهي عملية مرهقة وتتطلب الضمير من عمال المزرعة إذا كان المالك غير موجود كما تطلب الوعي وبعض الخبرة من العمال. هكذا في فصل الشتاء أما صيفاً فيجب ترك الشبابيك من جميع الجهات مفتوحة دون أي تحفظ.
المرور باستمرار لضبط التهوية ونستحث الطيور لتناول العلف بهز المعالف لملأ طبق المعلفه دون أي تهدير للعلف.
- منع دخول العنابر لغير العاملين بها. مع اتباع وسائل التطهير الروتينية قبل دخول العنبر.
- يخصص لكل طائر حوالي 3.5 - 4 كلجم علف حسب المتوسط المستهدف للدجاج المنتج.
- عمل سجل يومي لتسجيل العمر والنافق والمعاملات البيطرية.
- بعد توريد الدجاج المباع تزال الفرشة ويغسل العنبر جيدا بالماء     و الصابون باستخدام مواتير الرش لإزالة أي مواد عضوية ويطهر ويغلق.

#### استقبال الكتاكيت
لنبدأ الآن أولى الخطوات لإنتاج دجاج جيد خالي من أي عيوب سهل التسويق حيّاً أو التوريد للمجازر دون فرز أو استبعاد طيور ضعيفة أو مريضة تعود علينا بالخسائر - لا قدّر الله - أو تقلل من أرباحنا. وللوصول إلى هدفنا من إنتاج دجاج مرتفع الجودة يجب علينا الاهتمام تماماً بمراعاة النقاط الآتيه:
النظافة الكاملة وتطهير العنابر والأدوات المستخدمة دون تهاون.
فرش الأرضية بطبقة من تبن القمح الناعم أو نشارة الخشب - ويفضّل نشارة الخشب لأنها أكثر قدرة على امتصاص الرطوبة من تبن القمح بسمك مناسب (5 سم صيفاً و 10سم شتاء).
يخصص جزء من مساحة العنبر (حوالي 20% من المساحة الكلية) ويغلق بستارة سميكة من التيل لمنع تسرب الحرارة أو تعرض الكتاكيت لتيار هواء بارد هذه المساحة المخصصة لاستبقبال الكتاكيت (يطلق عليها مكان التحضين) توزع فيها الدفايات بمعدل دفاية لكل 1000 - 1500 كتكوت حسب كفاءة الدفاية المستخدمة كذلك ترص المساقي المقلوبة والمعالف الأرضية في خطوط طولية منتظمة وبالتبادل. ثم نبدأ بتدفئة المكان قبل وصول الكتاكيت بفترة كافية قد تصل إلى 24 ساعة حتى نضمن أن تصل درجة الحرارة إلى 34 - 35 درجة مئوية. تجهز المساقي مملؤة بالمياه في مكان التحضين قبل وصول الكتاكيت ببضع ساعات حتى تكتسب حرارة العنبر وتشرب الكتاكيت مياه دافئة.
يوضع العلف البادي بالمعالف بعد وصول الكتاكيت بساعتين لضمان إتمام امتصاص بقايا كيس المح. ويحزر من ملأ المعالف حتى حافتها لأن ذلك يؤدي إلى زيادة الفاقد في العلف نتيجة بعثرة (نثر) الكتاكيت للعلف خارج المعلفة. وأيضاً لعدم بقاء العلف بالمعالف لمدة طويلة مع ارتفاع درجة الحرارة مما يؤثر على محتوياته. ولذلك يفضل العلف بكميات صغيرة على فترات متقاربة.
مع مرور أيام بسيطة ونظراً لمعدل نمو الكتاكيت السريع سنلاحظ بدء التزاحم في مكان التحضين وهنا لا بد من زيادة المساحة المخصصه للكتاكيت لمنع التزاحم والذي يسبب مشاكل كثيرة سيرد ذكرها لاحقاً. وهكذا كل بضعه أيام حتى نصل إلى المساحة الكلية للعنبر.
لا بد من المرور المستمر على الكتاكيت للعناية والملاحظة وأثناء المرور يجب ملاحظة الآتي:
- نظافه الفرشة وجفافها وتغيير اللازم منها.
- نقاء جو العنبر وعدم وجود رائحة أي غازات وخاصة غار الأمونيا الناتج عن تحلل الزرق. وفي مثل هذة الحالة لا بد من تهوية المكان بالقدر المناسب لطرد الغازات وتنقية جو العنبر وقاية من الأمراض.
- توفر المياه ونظافة المساقي.
- توفر العلف وعدم تهديره.
- ضبط درجة الحرارة والتي من الممكن أن نعرفها من حالة الكتاكيت نفسها وبرغم وجود الترمومتر يجب علينا ملاحظة الآتي:

أ - عندما تتباعد الكتاكيت في أحد الأركان مع الصوصوه بصوت عالي . يكون ذلك دليل على وجود تيار هواء بارد يجب علينا معرفة مصدره وتلاشيه.
ب - عندما تتجمع الكتاكيت أسفل الدفايات مع الصوصوه بصوت عالي. يكون ذلك دليل على انخفاض درجة الحرارة وهنا يجب زيادتها.
ج - عندما تتوزع الكتاكيت وتنتشر بصورة جيدة في أرجاء المكان المخصص لها تأكل وتشرب دون صوصوة بصوت عالي . يكون ذلك دليل على أن الحرارة مضبوطة.
- بمجرد أن تسطيع الكتاكيت أن تصل إلى المساقي الأتوماتيكية المعلقة وكذلك المعالف المعلقة ترفع المساقي المقلوبة وكذلك المعالف الأرضية مدة لا تقل عن 15 يوم قبل استقبال دفعة جديدة.

وتكملة لدراستنا حول الدواجن فيجب التنويه عن مشكلات وأمراض تصيب الدواجن قد تواجه المربي فيوجد العديد من المشاكل التي في مزارع إنتاج الدواجن وهي مشاكل حقيقية ناتجة عن التعامل مع كائنات حية لها احتياجات معينة من الغذاء والماء والهواء والحرارة والرطوبة وأي خطأ أو تقصير في هذه المتطلبات تؤدي إلى حدوث سلسة من المشاكل والتي يكون من نتيجتها الخسارة الفادحة للمربي ولا يمكن حل أي مشكلة إلا إذا تم معرفة أسبابها الحقيقية والتشخيص السليم لها حتى يمكن تحديد العلاج الأمثل لها ويمكن تقسيم هذه المشاكل التي تحدث أثناء مراحل تربية الدواجن المختلفة إلى مشاكل مرضية ومشاكل غير مرضية.

### المشاكل المرضية
وهي التي توجد عادة في صورة ارتفاع في نسب النفوق وهي تعزى غالبا إلى الإصابة بالفيروسات أو البكتريا أو الطفيليات ويمكن التغلب على المشاكل باستخدام الوسائل العلاجية أو الوقاية المناسبة مثل المضادات الحيوية أو اللقاحات.

### المشاكل غير المرضية
تكون غالباً في صورة ضعف عام في الأوزان ومعدلات النمو والكفاءة التحويلية أو في صورة هبوط في إنتاج البيض ونوعيته وهذه المشاكل عادة تكون ناتجة من سوء الإدارة كنظم الرعاية والتربية السيئة وعدم إتباع الإجراءات الصحية والوقائية أو بسبب عوامل بيئية غير مناسبة وربما تكون ناتجة أيضاً من أعلاف ذات نوعية رديئة غير مكتملة العناصر الغذائية اللازمة للنمو الجيد للطائر وقد تكون أيضا ناتجة عن مصدر الكتكوت نفسه وعادة ما تكون هذه المشاكل بسبب عدة عوامل تتداخل مع بعضها البعض لتظهر المشكلة كمحصلة نهائية.
وتنقسم الأمراض التي تصيب الدواجن للآتي:

## الأمراض الفيروسية التي تصيب الدواجن

### الماريك
مرض الماريك هو مرض فيروسي سرطاني خبيث كابت للمناعة يصب الدواجن ابتداء من عمر 6 أسابيع ولكنه ينتشر عادة في الدجاج البالغ ما بين 12-24 أسبوع وفترة حضانة المرض حوالي 6 أسابيع والمرض وبائي شديد العدوة حيث تصل نسبه النفوق في القطعان غير المحصنة إلى حوالي 10-30% وقد تصل أحيانا إلى 80%.

#### الأعراض
تظهر أعراض المرض في شكل بطء في النمو مع شلل في الأرجل     والأجنحة حيث يمشي الطائر بطريقة غير طبيعية ثم يفقد بعد ذلك السيطرة على أرجله التي يحدث بها عرج ثم تلتوي أصابع الرجل مع تقوس مفصل الركبة وضمور عضلات الفخذ مع ظهور إسهال مائي مصفر اللون ذو رائحة كريهة مع عدم قدرة الطائر على الحركة للوصول إلى المعالف والمساقي مما يحدث هزال شديد لهذه الطيور نتيجة للجوع والعطش وتموت كما أنه قد تظهر الإصابة أحيانا في العين بتغير لونها إلى الرمادي مع اختفاء الخطوط الإشاعية وتشوه القزاحية وتقل قدرتها على الاستجابة للضوء وتضيق تدريجيا وقد يصاب الطائر بالعمى.

#### طرقالعدوى
يتم الإصابة بالمرض للكتاكيت الصغيرة خلال الأسابيع الأولى من العمر عن طريق الفيروس المتواجد في غبار وفرشة العنبر نتيجة لإصابة قطيع سابق مربى به ولم يتم تطهيره حيث تنتشر الإصابة عن طريق الجهاز التنفسي وفي عدة أيام ينتشر الفيروس في الأنسجة الليمفاوية مسبّبا الورم وفي ظرف إسبوعين ينتشر الفيروس في جذور وتجاويف الريش كما أن الإصابة بمرض الكوكسديا والطفيليات الداخلية تهيئ الطائر بالإصابة بالماريك كما أنه نقل العدوة أيضا عن طريق الهواء المحمل بالفيروس نتيجة قرب المزارع من بعضها وقد يصاب الكتكوت بالفيروس منذ اليوم الأول من حياته ولكنه يبقى حيا بجسم الطائر طوال فترة حياته بالرغم من وجود أجسام مناعية بجسمه ناتجة عن التحصين أو عن طريق انتقالها من الأم ولكن لا يظهر الفيروس أي نشاط إلا بعد بضعه أسابيع لأن تكاثرا لفيروس يكون بطيء وفترة حضانته طويلة.

#### الوقاية والعلاج
- تربيه سلالات من الطيور يكون لها مقدرة وراثية عالية لمقاومة المرض.
- الاهتمام بتهوية وتطهير العنابر بالفورمالين 3% أو الصودا الكاوية 1% لأنهما يمكنهما القضاء على الفيروس فوراً وعدم تربية أعمار مختلفة من الكتاكيت في نفس المزرعة وأيضا عدم تذبذب درجات الحرارة بالارتفاع والانخفاض مما يسبب للطيور نزلات برد مع العوامل المجهدة الأخرى كنقص التغذية أو الزحام أو سوء التهوية مما يؤدي إلى نفوق مرتفع وعدم الاستفادة من اللقاح المستخدم.
- التحصين ضد المرض بلقاح الماريك وذلك بإذابة اللقاح في المحلول المذيب المرفق معه والحقن بمعدل 0.2سم / كتكوت في عضلة الفخذ أو تحت جلد الرقبة وذلك عند الفقس مباشرة.

### النيوكاسل
يعد النيوكاسل من الأمراض الفيروسية الوبائية السريعة الانتشار والتي تسبب خسائر فادحة للمربي وهو يعد من أهم الأمراض التي يحاذر منها المربين في مصر حيث أن هذا الفيروس له القدرة على إحداث الإصابة بالقطيع إلى 100% وكذلك نسبة النفوق إلى 100% والفيروس لديه القدرة على إصابة الدجاج والرومي حيث أنها أكثر الأنواع عرضة لهذا المرض كما أن كلّا من الحمام والبط والإوز يصاب بالمرض ولكن بدرجة أقل والإنسان عندما يتعرض لفيروس النيوكاسل تظهر عليه أثار مرضية في العين وهو ما يسمى (العين الحمراء) وتنتشر تلك الظاهرة بين العمال بالمزارع المصابة بهذا المرض . والفيروس له القدرة العالية على الحفاظ على حياته لمدة ثلاثة شهور حيّا في ذبائح الطيور المصابة والمحفوظة في الثلاجة على درجة صفر مئوي ولكن يحدث العكس عند رفع درجة الحرارة حيث لا يمكنه المعيشة لأكثر من دقائق معدودة إذا تعرض لدرجة حرارة 50م كما وجد أن بعض المطهرات كالفورمالين والفينول لهم القدرة على فقد الفيروس لحيويته وقتله. وتتراوح مده حضانة المرض ما بين 2 - 18 يوم حسب ضراوة الفيروس.

#### الأعراض
تظهر الأعراض على الطائر في البداية كأعراض تنفسية حيث يفتح الطائر فمه مع رقبته ليحصل على أكبر قدر من الهواء مما يؤدي لسماع أصوات حشرجة نتيجة لدخول الهواء في القصبة الهوائية وتزداد تلك الحالة ليلا ينبع ذلك حدوث إسهال للطائر يكون أخضر اللون ممتزجا بالإفرازات الجيرية البيضاء ويتحول لون العرف والدلايات إلى اللون الأحمر الداكن أو الأزرق مع حدوث عسر للهضم وبقاء الغذاء في الحوصلة ممتزجا بسائل بني اللون رائحته حمضية كريهة مع نزول لعاب بكميات كبيرة من الفم مع فقد الشهية للطعام والشراب ثم تحدث بعد ذلك الأعراض العصبية مثل الارتعاش العنيف وشلل الأطراف وانثناء الرقبة لأعلى أو أسفل وعدم التوازن والطيران في الهواء ثم الوقوع على الأرض بشده ثم يموت الطائر. وفي حالة الطيور البالغة يحدث انخفاض واضح في إنتاج البيض يتراوح ما بين 20 -50% وقد يتوقف تماما مع إنتاج بيض قشرة (برشت) أو تكون القشرة ضعيفة وهشة.

#### الوقاية والعلاج
للوقاية من الإصابة بمرض النيوكاسل يجب إتباع ما يلي:
- التحصين ضد المرض باللقاح المناسب وفي الأوقات المناسبة يعتبر أهم الإجراءات المتبعة للحماية من المرض وهناك العديد من اللقاحات الحية والميتة ويعد اللقاح عتره هتشنر ب1 وعتره لاسوتا من أهم اللقاحات المستخدمة في مصر وذلك عن طريق الرش أو التغطيس أو مياه الشرب وكذلك استخدام اللقاح الميت بالحقن العضلي للطيور وذلك وفق برنامج التحصين الموجود بنهاية النشرة.
- العمل على تجنب العوامل المساعدة على إضعاف القطيع مثل الظروف البيئية السيئة كالبرودة أو الحرارة الشديدة والتي تؤثر على حيوية القطيع. كذلك توفير العلائق الغذائية الكاملة المتوازنة في محتواها من العناصر حيث أن عدم اتزان العلائق ونقص كمياتها تؤدى إلى تقليل مقاومه الطائر. كما أن التهوية السيئة تؤدى إلى زيادة الرطوبة وزيادة غاز الأمونيا الذي يسبب أمراض تنفسيه تهيئ من إصابة القطيع. مراعاة الشروط الصحية بالمزرعة مثل تنفيذ برامج التطهير بكل دقه وعناية مع منع دخول الغرباء للمزرعة وعمل برنامج مكافحه للقوارض والكلاب والقطط حيث أنها من العوامل المساعدة على نقل المرض من مزرعة إلى أخرى مع إعدام الطيور النافقة وحرقها ودفنها وعدم إلقائها في العراء.

### الالتهاب الشعبي المعدي
مرض فيروسي وهو يصيب الدجاج فقط ولا يصيب آي من الطيور الداجنة الأخرى وتتراوح فترة الحضانة للمرض مابين 18 - 36 ساعة ومده[ ؟ ] المرض تكون من 2-6 يوم وتظهر الأعراض على الطيور التي يقل عمرها عن ثلاثة شهور حيث ترتفع نسبه النفوق لحوالي 25% والطيور التي أصيبت بالمرض وشفيت منه تظل حامله للمناعة طوال عمرها وتنقلها لنسلها عن طريق البيض.

#### الأعراض
تظهر الأعراض في صوره إفرازات مخاطية من الأنف والعين وتورم الجيوب الأنفية مصحوبة بسعال وعطس وحشرجة عاليه في الصوت مع مد الطائر رقبته إلى الأمام ليتمكن من التخلص من السوائل المتجمعة في المسالك التنفسية كذلك يحدث انخفاض في استهلاك العلف مع نقص شديد في الوزن يصاحبه انخفاض في إنتاج البيض مع التأثير على نوعيه القشرة كأن تلين وتكون رقيقه وتتشوه وتتعرج ويعمل على زيادة هذه الأغراض عوامل الإجهاد مثل الظروف المناخية والإدارة والتغذية الرديئة ونقل الطيور من عنبر إلى أخر وعمليات التحصين.

#### الإجراءات الوقائية
للوقاية من ذلك المرض يجب أولا الحصول على كتاكيت تم تفريخها من قطيع أمهات خالي من مرض الالتهاب التنفسي المعدي وفي حاله وجود قطيع سابق بالمزرعة مصاب بالمرض يجب تطهير مكانه والمزرعة بأكملها تطهيرا جيدا مع تركها فترة من الوقت لعده أسابيع. وكذلك يجب تحصين جميع الطيور الموجودة في المزرعة في نفس الوقت بلقاح المرض لأنه لا توجد طرق أخرى لعلاج الطيور عند إصابتها بالمرض.

#### العلاج
- إذا ظهر المرض وكان ذلك في فصل الشتاء يتم رفع درجه حرارة العنبر بحوالي 4-5 درجات عن المعدل مع زيادة التهوية به للتخلص من غاز الأمونيا.
- حقن مضاد حيوي استربتومايسين بمعدل 100-200 ملجم / الطائر أو إضافته كلورتتراسيكلين أو أرثرومايسين على العلف بمعدل 200جم / الطن لمدة 7-10 يوم كعلاج أعراض الإصابة بالبكتريا الثانوية.
- يراعى التحصين للطيور ضد المرض باللقاح الحي (هـ 120) عند عمر 3-4 أسابيع وتكرر عند 4-12 أسبوع أما الجرعة الثالثة فتكون باللقاح الميت عند عمر 14-18 أسبوع مع ملاحظة عدم تأخير التحصين لقرب موعد إنتاج البيض لأن ذلك يعمل على انخفاض إنتاج البيض بشكل ملحوظ.

### الجامبورو
مرض فيروسي يصيب الدجاج في الأعمار المبكرة ويؤثر على الأنسجة الليمفاوية لحوصلة فابرشيوس والمرض يظهر غالبا في عمر 3-6 أسابيع وتمكن خطورة هذا المرض في أنه يحدث التهاب في غده فابرشيوس المسئولة عن تكوين المناعة في الأسابيع الأولى من العمر عندما تكون في قمه نموها ونشاطها وبذلك يختل نظام المناعة في الطائر ويضعف مقاومته ويجعله معرضا لكثير من الأمراض الفيروسية أو البكتيرية الأخرى مما جعل الكثير يطلق عليه (ايدز الدجاج) وفترة حضانة المرض من 5 - 10 أيام ومدة المرض من 8 - 10 أيام تقريبا.

#### الأعراض
تظهر الأعراض فجأة بالقطيع وتنتشر بسرعة كبيرة في صورة خمول وكسل عام للطائر مع عدم الرغبة في الحركة مع رقاد الطائر وامتناعه عن الأكل والشرب مع حدوث إسهال مائي مصفر رغوي مع أبتلال ريش نطقه المجمع مع التهابها مما يحفز الطيور على نقر تلك المنطقة ونسبه الطيور المريضة تكون مرتفعة حيث تتراوح نسبه النفوق مابين 10 - 30 % تكون أعلى نسبه نفوق في اليوم الثالث من ظهور المرض ثم تنخفض بعد ذلك في خلال خمسة أيام.

#### الوقاية
نظرا لآن الإصابة بذلك المرض تؤثر على الجهاز المناعي بالجسم مما يتبع ذلك ضعف الاستجابة للقاحات الأخرى للأمراض الأخرى وقابليه الطائر للإصابة بأمراض أخرى لذا فإن الوقاية من هذا المرض تكون بالالتزام بتطبيق برنامج جيد للتطعيم للحصول على أحسن النتائج ويكون ذلك بتلقيح الطيور باللقاح الحي في الأعمار المبكرة وباللقاح الميت لقطيع الأمهات قبل البلوغ.

### الجدري
مرض الجدري يصيب الدجاج والرومي والطيور البرية وهو فيروس ينتقل بواسطة البعوض أو غيره من الحشرات ومن خلال الجروح والقروح الجلدية وبذلك تكون الجروح الناتجة عن ظاهره الافتراس من العوامل المساعدة على ذلك ويبقى الفيروس في البثور الجافة لمدة طويلة من الزمن قد تتعدى العشرة سنوات ويتحمل درجه حرارة 60 م لمده 80 دقيقة ولذلك يجب التنظيف والتطهير بصورة جيده وفعاله بعد الإصابة بمرض الجدري. فترة النفوق تكون منخفضة والطيور التي تشفي من المرض تظل حامله للمناعة طوال عمرها.

#### الأعراض
تظهر أعراض هذا المرض في الدجاج في صوره بثور على العرف والدلايات وقد تمتد إلى باقي الأجزاء الغير مغطاة بالريش والبثور يكون لونها بني غامق ومرتفعه عن سطح الجلد وعند إزالتها تترك مكانها منطقه مدممه وقد تصاب الأنف والفم مما يعيق التنفس والأكل وأيضا قد يصيب جفون العين مما يؤدى إلى إعاقة النظر أو العمى. ويصيب مرض الجدري عاده الطيور البالغة (5 - 12 شهر من العمر) ويسبب انخفاض واضح في إنتاج البيض.

#### الوقاية
يراعى إتباع ما يلي للوقاية من ذلك المرض:
- عدم تربيه أعمار مختلفة من الطيور في نفس المزرعة حيث أن العدو بالفيروس من السهل أن تظهر في قطيع صغير في العمر غير محصن إذا حصن قطيع أخر أكبر منه بنفس المزرعة.
- عدم تربيه أكثر من نوع واحد من الطيور بنفس المزرعة لأن المرض يمكن أن ينتقل بين الأنواع المختلفة.
- وجد أن التحصين ضد المرض يعتبر الطريقة الوحيدة المضمونة للوقاية من المرض ولكن يراعى الآتي عند التحصين:

1. الوقت الأمثل للتحصين يكون عند عمر 8 -12 أسبوع.
2. يجب عدم تحصين الدجاج البياض لأن ذلك سيؤدى إلى انخفاض إنتاجيه البيض وحدوث القلش للطيور.
3. يجب تحصين المزرعة كلها في وقت واحد وهنا تظهر أهمية تربيه قطعان متقاربة في العمر.
4. يتم إذابة أنبول اللقاح 1000 جرعه في حوالي 25 سم من الماء المقطر مع مراعاة عدم تناثر اللقاح بالمزرعة وإعدام الأمبولات الفارغة بعد الحقن.
5. يتم وخذ جلد الجناح بالإبر المزدوجة المجوفة حيث أنها ابره مجوفة بها شق طولي ليسمح بالتقاط قطره من قطرات اللقاح مع مراعاة غمس إبره بالمحلول بين كل وخزه وأخرى.
6. يتم التحصين للطيور السليمة فقط الغير مريضه بأي مرض وفي الحالة التحصين الناجح يظهر تورم محمر مكان الوخز بعد 7-10 أيام من التحصين وإذا لم يظهر تورم دل ذلك على فساد التحصين ويعاد التحصين مره أخرى.

#### العلاج
- في حاله ظهور المرض في قطيع غير محصن يتم تحصينه باللقاح فورا ولكن يجب مراعاة البدء بتحصين الطيور السليمة والانتهاء بالطيور المصابة.
- عزل الطيور المصابة وإزالة البثور الموجودة في الأماكن المصابة مع دهان مكان البثرة بمحلول يود - جلسرين بنسبه 1- 4.
- يتم تقديم المضادات الحيوية (تيراميسين أو أرثرومايسين) بمعدل20 ملجم / الدجاجة لمده 3-5 أيام مع تقديم فيتامين (أ) في مياه الشرب أو حقنها في العضل كعلاج ثانوي للبكتريا ولرفع المناعة.[17]
- يتم وضع محلول مطهر في ماء الشرب مثل برمنجانات البوتاسيوم 10000:1 أو أحد مركبات الكلور أو اليود خلال فترة المرض ومره كل أسبوع بعد انتهائه.

## الأمراض البكتيرية التي تصيب الدواجن

### الإسهال الأبيض (السالمونيلا)
يسبب هذا المرض ميكروب السالمونيلا بللورم الذي لديه القدرة العالية على مقاومة الظروف البيئية حيث لديه القدرة على البقاء حيا ومعديا لفترات طويلة جدا إذا كان في الفراشة الرطبة كما أنه لديه القدرة على تحمل درجه الحرارة العالية ولا يقتل إلا إذا تعرض للحرارة العالية لمده طويلة. يظهر المرض على الطيور الصغيرة في العمر ويرتفع فيها النفوق أما التي شفيت من هذا المرض تصبح حامله للمرض الذي تنقله لنسلها عن طريق البيض. وفترة حضانة المرض من 2-5 يوم.

#### الأعراض
غالبا ما تظهر الأغراض على الكتاكيت الصغيرة في العمر مبكرا وخلال الأسبوع الأول من الفقس إذا كانت الكتاكيت ناتجة من أمهات حامله للمرض بينما إذا كانت العدوى بعد الفقس فيتأخر الإصابة بالمرض للأسبوع الثاني ونادرا ما تحدث إصابة الكتاكيت بالمرض بعد شهر من العمر. تبدأ الأغراض بامتناع الكتكوت عن الأكل والتجمع تحت المدفأة مع الخمول وتدلى الأجنحة وانتفاش الريش يصاحبه صعوبة في الحركة ثم يحدث إسهال للطائر يكون مائل للخضرة مع وجود إفرازات بيضاء عليه مع تلوث فتحه المجمع بمواد لزجه تكون ملتصقة بها نتيجة للإسهال. ثم يحدث حاله تشنج للكتكوت ويموت وتتراوح نسبه النفوق ما بين 20-70% حسب شده المرض.

#### طرق نقل العدوى
- عن طريق الأمهات الحاملة للمرض حيث يتم انتقال الميكروب للكتاكيت الفاسقة عن طريق بيض التفريخ.
- أثناء عمليه التلقيح بين الطيور السليمة والمصابة فيتم نقل الميكروب.
- أثناء عمليه قص المنقار حيث تسقط بعض قطرات الدم من الطيور المصابة على الجهاز فتكون مصدرا لنقل العدوى للطيور السليمة.
- أثناء عمليه التجنيس حيث ينتقل الميكروب بواسطة أيدي العمال القائمين بالعملية.
- إذا لم تجرى إجراءات النظافة والتظهير القوية مثل عدد التطهير الجيد للحضانات أو وضع أكوام الزبالة بجانب الحضانات أو دخول لأشخاص غرباء من مزرعة مصابه إلى أخرى سليمة أو عن طريق القوارض والقطط والكلاب....الخ.

#### الوقاية والعلاج
- مراعاة عدم تربيه أنواع مختلفة من الدواجن وكذلك أعمار مختلفة في نفس المزرعة.
- العمل على نظافة قشره البيض وعدم اتساخها بجمع باستمرار وتنظيف البياضات باستمرار وعدم تفريخ البيض المتسخ.
- تبخير البيض بعد جمعه وقبل تفريخه لقتل البكتيريا الموجودة على القشرة حيث يستخدم 20 جرام برمنجانات بوتاسيوم مضافا إليها 40 سم فورمالين لكل متر مكعب من حجم حجره حفظ البيض وكذلك تبخير جميع أدوات التربية المستخدمة قبل استعمالها لقتل الميكروب.
- العامل الأهم هو إجراء اختيار الإسهال للأمهات المنتجة لبيض التفريخ وعدم تفريخ بيض الأمهات الحاملة للمرض.
- بعض الفقس تقدم للطيور عليقه علاجيه تحتوى على مضاد للسالمونيلا وحوالي 100 جرام أحد المضادات الحيوية لكل طن علف لمده أسبوعين وذلك لوقاية الكتاكيت خلال الفترة الأولية من حياتها التي تكون فيها أكثر عرضة للإصابة بالمرض .مع إضافة أحد المضادات الحيوية (كلورتتراسيكلين أو تيراميسين) في ماء الشرب لمدة 3-5 أيام.[17]
- تعالج بالكولستين سلفات أو انروتيل 10% في ماء الشرب.

### التهاب السرة
عبارة عن عدم التئام فتحه السرة والمنطقة المحيطة بها وقد يمتد الالتهاب إلى منطقه الصدر[ ؟ ] والبطن ويكون ذلك ناتجا عن عدوى ميكروبيه وقد لا يحدث التئام لمنطقه السرة نتيجة وجود عوائق طبيعية ككبر حجم كيس الصفار مع ارتفاع درجات الرطوبة وانخفاض درجات حرارة التفريخ حيث تلتصق محتويات البيض (القشرة وأغشيه البيض مع كيس الصفار) وتظهر تلك الحالة خلال أول عشرة أيام من الفقس حيث تتضخم البطن وتتكون بعض الغازات كما أن رائحة الكتكوت عفنه وكريهة . ويصاحب التهاب السرة انسداد فتحه المجمع فتمنع خروج إفرازات الكتكوت مما يؤدى لنفوقه. ومده المرض حوالي أسبوع وتتراوح نسبه النفوق مابين 10- 30 %.

#### الأسباب
- ارتفاع درجه حرارة المقفس مع وجود تلوث بكتيري شديد وعدم الاهتمام بتبخير البيض بالفورمالين.
- تلوث القشرة ببعض البكتريا التي تتسرب إلى داخل البيض عن طريق مسامها.
- في حاله إصابة الأمهات المنتجة لبيض التفريخ ببعض البكتريا التي تنتقل إلى البيضة المفرخة وإلى الجنين عن طريق الحبل السري فيحدث الالتهاب وتفشل السرة في الالتئام وتظل مفتوحة مما يؤدى إلى التكاثر بها.

### الوقاية والعلاج
- لا يوجد علاج لأي كتكوت أخذ العدوى عن طريق السرة ولكن يمكن المساعدة في الإقلال من الحالة بزيادة درجه حرارة الدفايات كما يجب مراعاة إجراء عمليات التطهير الكاملة بمعامل التفريخ.
- تقديم عليقه علاجيه للكتاكيت الفاقسة تحتوى على 100 جرام مضاد حيوي لمده 14 يوم.
- تقديم أحد المضادات الحيوية في مياه الشرب بمعدل 10 مليجرام / كتكوت لمده 5-7 يوم مع تقديم فيتامين أد 3 ه.[17]

### كوليراالطيور
مرض بكتيري يسببه ميكروب الباسترلا مالتوسيدا حيث يستطيع البقاء حيا في حاله معديه لمده حوالي 3 شهور إذا تواجد في فرشه رطبه ولكن الفرشة الجافة وأشعة الشمس تقتل الميكروب في خلال 24 ساعة وقد تحدث العدوى عن طريق الجهاز التنفسي للطائر حيث يتكاثر في الرئة مسببا تسمم دموي ينتقل من خلال الدورة الدموية إلى جميع أجزاء الجسم وقد تحدث العدوى عن طريق الجهاز الهضمي إذا تغذى الطائر على علف ملوث بالميكروب كما أن زرق الطيور المصابة مع وجود الفرشة الرطبة المبللة بالماء يجعلهم مصدر رئيسي للعدوى. والطيور المائية من أكثر الطيور قابليه للإصابة بهذا المرض.

#### الأعراض
في الحالة الحادة يموت الطائر في خلال يومين من تعرضه للإصابة مع حدوث موت مفاجئ وتبدأ الأعراض في صوره ظهور لون أصفر مع الزرق يلي ذلك إسهال ذو لون أصفر أو بني أو أخضر ثم يكون الطائر في حاله خمول مع قله حركته وترتفع درجه حرارته ثم الرقاد على الأرض مع مد الرأس إلى الأمام أو إلى الخلف مع صعوبة وحشرجة في التنفس وفي النهاية لا يستطيع الحركة أو الوقوف مع تغير لون العرف والدلايات إلى اللون القرمزي مع احمرار لون الصدر والبطن ثم يموت الطائر.

#### الوقاية
للوقاية من هذا المرض يجب إتباع الإجراءات الوقائية والصحية العامة كما يلي:
- مراعاة عدم تربيه الدجاج مع الطيور المائية في مكان واحد أو قريب منها مع عدم استعمال أي أدوات تربيه كانت مستخدمه في مزارع الطيور المائية إلا بعد تطهيرها وتعقيمها جيدا.
- غسيل البيض وتطهيره وخصوصا بيض البط والرومي في محلول مطهر من الفورمالين 1% لمده 5-10 دقائق.
- العمل على أن تكون الفرشة جافه باستمرار مع فرز الطيور المصابة والتي يظهر عليها أعراض المرض مع جمع النافق وحرقه ودفنه.
- التحصين ضد المرض بلقاح الكوليرا عند 8 أسابيع تحت جلد الرقبة بمعدل 1سم / الطائر.

#### العلاج
في حاله ظهور المرض تستخدم مركبات السلفا والمضادات الحيوية في العلاج ولكن يجب أن يصاحب العلاج إزالة الفرشة الملوثة وتغييرها باستمرار للحد من سرعه تكاثر الميكروب كما يلي:
- إضافة السلفاديثازين أو السلفا كينوكسالين إلى ماء الشرب بمعدل 1% / لتر ماء لمده 5 أيام مع تكرار العلاج مره أخرى بعد أسبوعين. كما يمكن حقن السلفاديميدين تحت جلد الرقبة بمعدل 100-150ملجم / الطائر ويكرر الحقن كلما ظهر المرض.
- إضافة الأوكسيتتراسيكلين إلى العليقة بمعدل 2/1كجم من المادة الفعالة إلى طن العلف لمده أسبوعين. كما استعمال الكلورامفنيكول إلى ماء الشرب بمعدل40ملجم / الطائر لمده أسبوع. أو الحقن بالاستربتومايسين بمعدل 150ملجم / الطائر.

## الأمراض الطفيلية التي تصيب الدواجن

### الطفيليات الداخلية

#### الكوكسيديا
عبارة عن نوع من أنواع البروتوزوا التي تتطفل على أمعاء الطيور مسببه خسائر كبيرة جدا نتيجة تأخر نمو الطيور أو لنفوقها وهي عاده تصيب الطيور بداية من عمر 3 أسابيع ويمكن أن تستمر فرصه الإصابة بها طوال حياة الطائر وتنتقل العدوى بين الطيور عن طريق العلف وماء الشرب والإنسان والحشرات والفئران والطيور البرية والفرشة المبتلة بالعنبر تعتبر هي المصدر الأول والأساسي للعدوى حيث تحافظ على حيوية الحويصلة المعدية للمرض.

##### الأعراض
يتسبب مرض الكوكسيديا في حدوث انخفاض في حيوية الطائر مع خمول وضعف في الحركة وتدلى الأجنحة والذيل ويتداخل الرأس في الجسم مع انتفاش الريش واختفاء لمتعه ويضمر العرف والداليتين ويبهت لونهما مصحوبا بزرق دموي وهبوط ملحوظ في استهلاك الغذاء وتتراوح نسبه النفوق مابين 5-50% وعند الإصابة ينخفض إنتاج البيض بنسبه 10-40% حسب شده الإصابة.

##### الوقاية والعلاج
يمكن وقاية القطيع من المرض باستخدام وسائل الوقاية التالية:
- تغيير الفرشة باستمرار وإذا لم يمكن ذلك يتم تقليبها بصفه دوريه مع إضافة الجير الحي لها لقتل جراثيم[ ؟ ] المرض وإذا ابتلت أجزاء من الفرشة يجب تغييرها فورا بفرشه جافه مع الحفاظ على التهوية الجيدة بالعنبر.
- مراعاة عدم تربيه أنواع وأعمار مختلفة من الدواجن في نفس المزرعة.
- مراعاة قواعد النظافة العامة والتطهير الجيد للعنابر قبل تسكين الكتاكيت بها مع عدم دخول الأشخاص الغرباء العنبر.
- في حاله إصابة القطيع بالمرض تستعمل مضادات الكوكسيديا في علائق الدواجن مثل الأمبروليوم بمعدل 2/1كجم / طن أو كوكستاك بمعدل 1كجم / طن أما في ماء الشرب فيستخدم سلفاكينوكسالين 25% بمعدل 1-1.5جم / لتر أو سلفاديميدين بمعدل 1-1.5جم / لتر وإذا أضيف النوعين السابقين معا فإنهما يعطيان نتائج أفضل من مركب على حده أو أمبرول 20% بمعدل 0.6جم / لتر وفي حاله الإصابة الشديدة يمكن مضاعفه الكميه.

### الطفيليات الخارجية

#### الفاش
عبارة عن حشره ميكروسكوبيه صغيره الحجم لا يتجاوز حجمها عند امتلائها بالدم حجم رأس الدبوس حيث يتراوح طولها من 0.30-0.45ملم عديمة الأجنحة ولها أربعة أزواج من الأرجل وهي مزوده بتراكيب تسمى الممصات. يبقى الطفيل طوال فترة حياته على الطائر ويضع البيض حول ساق الريش ويفقس البيض ويواصل بقيه أطوار حياته بدون أن يترك الطائر. ويوجد الطفيل غالبا حول ريش الذيل وحول فتحه المجمع وتكون عاده الديوك شديدة الإصابة عن الفراغات والطيور المصابة يظهر عليها الهزال والأنيميا وتهيج شديد في الجلد ويكون هناك ريش كثير منتوف وبالتالي يؤدى إلى انخفاض إنتاج البيض بصوره واضحة.

##### العلاج
- تغطيس الطيور مره كل عشره أيام في محلول مكون من أحد التراكيب التالية :(8 جرام فلوريد الصوديوم + 8 جرام صابون سائل لكل لتر ماء / 15 جرام كبريت عمود + 8 جرام صابون سائل لكل لتر ماء).
- رش المجاثم والبياضات كل ثلاثة أيام بمحلول كيروسين يحتوى على 4% سلفات النيكوتين.
- يمكن رش الطيور أو الأجزاء الخلفية منها بمحلول سلفات النيكوتين 10% (100جم في كل لتر ماء) ولكن مع مراعاة عدم رش الطيور في الوقت الذي يتم فيه رش المجاثم بسلفات النيكوتين.
- يمكن تعفير الطيور بمسحوق ملاثيون 4 %.[18]

## الأمراض الغذائية التي تصيب الدواجن

### مرض الكتكوت المجنون
يظهر ذلك المرض على الكتاكيت في عمر مابين 7-56 يوم ويكون أكثر ظهورا عند 15-20 يوم من العمر وترجع أسباب ذلك المرض إلى ارتفاع درجه الحرارة في فترة التحصين التي تؤثر على الفيتامينات في العليقة وخاصة فيتامين هـ أو تقديم العلف بكميات كبيرة مما يؤدى إلى تراكم طبقات قديمه من العلف تحت الطبقات الطازجة وعندما تنتهي الطيور من استهلاك العليقة الطازجة تبدأ في استهلاك العليقة القديمة والتي يكون قد تم تأكسد الفيتامينات بها مما يؤدى ذلك لظهور الحالة أو عند زيادة نسبه الدهون في العليقة فإنها تتأكسد بسرعة ويتأكسد معها فيتامين هـ مما يؤدى لظهور تلك الحالة.

#### الأعراض
يمكن مشاهده الأعراض على الطائر وذلك ببقائه على وضع واحده مده طويلة وعند محاولته المشي فإنه يختل توازنه ويقع وتمتد رقبته إلى الخلف وإلى الأسفل وقد تمتد إلى الجانب مع حدوث انقباض وانبساط سريع لعضلات الأرجل ثم يحدث تمدد كامل للطائر بينما تكون الرأس والأرجل ويرقد الطائر على أحد جوانبه وتستمر هذه الحالة حتى ينفق الطائر.

#### الوقاية والعلاج
للوقاية من هذا المرض يجب تلافي جميع الأسباب المذكورة سابقا أما في حاله النقص العادي لفيتامين هـ فإن إضافة الفيتامين إلى العليقة أو ماء الشرب بمعدل 200ملجم / لتر ماء لمده خمسه أيام يكون كافيا لإعادة الكتكوت لحالته الطبيعية مع إضافة مضادات أكسدة إلى العليقة.

### انزلاقالوتر[؟]
الأسباب الرئيسية لظهور تلك الحالة ترجع إلى النقص الشديد في بعض الفيتامينات والأملاح المعدنية وخصوصا نقص البيوتين والكولين والنياسين والمنجنيز وفيتامين ب المركب كما أنه قد ترجع الأسباب إلى عدم اتزان العليقة بزيادة نسبه الكالسيوم والفوسفور بالعليقة أو قله البروتين وزيادة كميه الذرة كما قد يتسبب عدم تعريض الطيور لأشعة الشمس لظهور تلك الحالة كما أن تربيه الطيور في البطاريات يعتبر من أحد الأسباب أيضا لظهور المرض.

#### الأعراض
تكون الأعراض واضحة على الطيور بكثرة في فترة الرعاية وقبل الدخول في الإنتاج حيث تكون نادرا ما تحدث بعد ذلك حيث تبدأ الأعراض بضعف في النمو واختلال في تكوين الريش ثم يحدث التهاب وانتفاخ لمفصل العرقوب[ ؟ ] مع التفاف الساق وانحنائه إلى الخارج ويكون وضعه غير طبيعي وفي هذه الحالة لا يستطيع الساق حمل ثقل الطائر فينزلق وتره يتبع ذلك التواء القدم للخارج ومشى الطائر على مفصل العرقوب.

#### الوقاية والعلاج
- الحرص على تواجد الفيتامينات والأملاح المعدنية بكميه كافيه في العلف.
- إضافة كلوريد الكولين بالعلف حتى تكون نسبته حوالي 2كجم / الطن.
- إضافة سلفات المنجنيز للعلف بمعدل 60جم / طن بصفه منتظمة في العلف وزيادة تلك الكميه إلى حوالي 200جم / طن لمده أسبوعين بعد ظهور الأعراض يعمل على اختفائها بسرعة.

### شلل الأقفاص
تظهر حاله شلل الأقفاص في الدجاج البياض المربى في البطاريات خلال الفترة الأولى من الإنتاج والتي يكون فيها الإنتاج كثيرا ولكن كميه العلف المقدمة للطيور تكون قليله مع قله نسبه الكالسيوم في العلف وتظهر تلك الحالة بصوره كبيرة في شهور الصيف ومع ارتفاع درجه الحرارة.

#### الأعراض
تبدأ الأعراض على الطائر في صوره ضعف عام وخمول وعدم قدرته على الوقوف فيرقد على جانبه ويصاحب ذلك ضعف عظام الأرجل وامتناع الطائر عن الأكل ويقل وزنه.

#### الوقاية والعلاج
الطيور المصابة تشفي تماما إذا وضعت على فرشه عاديه على الأرض مع تقديم جرعه من فيتامين د3 للطيور لمده خمسه أيام وفيتامين ج بمعدل 100ملجم / الطائر يوم بعد يوم لمده ثلاثة أيام.

## أمراض أخطاء التربية التي تصيب الدواجن

### الإفتراس
يمكن تلخيص حالات الافتراس للطيور في نهش أصابع أرجل الكتاكيت الأخرى أو جذب الريش أو النهش في منطقه الجناح ويبدأ النقر في فتحه المجمع ومع تقدم الحالة وازدياد النهش تنكشف الأمعاء وتحسبها الطيور إلى الخارج مما يؤدى إلى نفوق الطائر.

#### الأسباب
- السبب المباشر لتلك الحالة هو نقص في بعض الأحماض الآمينية في العلف مما يؤدى إلى قيام الطيور بنهش بعضها البعض لتعويض هذا النقص.
- الزحام وكثافة التسكين في وحده المساحة مع قله أعداد المعالف والمشارب.
- زيادة درجه الحرارة وسوء التهوية بالعنبر.
- الإضاءة الشديدة التي تؤدى إلى زيادة عصبيه الطيور.
- عدم جمع النافق بسرعة وتركه فترة كبيرة أمام باقي الطيور مما يجعلها تقوم بنهشها وتصبح بعد ذلك عاده لديها.

#### الوقاية والعلاج
- جمع الطيور المصابة وعزلها وعلاجها.
- مراعاة عدم الزحام وزيادة المساحات العلفيه لكل طائر.
- تقليل فترة الإضاءة مع زيادة التهوية وضبط درجات الحرارة.
- ضبط نسبه البروتين ومكوناته في العلف مع إلقاء بعض حبوب الشعير على الفرشة حتى تشغل الطيور بالبحث عنها.
- إجراء عمليه قص المنقار إذا لم تكن قد أجريت قبل ذلك حيث أنها أسرع طريقه لوقف تلك الظاهرة.
- الأماكن المصابة يتم دهانها بأحد المطهرات المضاف إليها الصبر ليكون ذات طعم مر يجعل الطيور تزهد في عمليه النقر وتتركه.

وفي النهاية، من أجل الوصول إلى الكفاءة الإنتاجية في هذا الشق من الثروة الحيوانية (الدواجن)فعلينا الحفاظ على توازن المعادلة الآتية:
كتكوت سليم + علف متزن + عناية ورعاية = إنتاج وفير وربح